# 流星倶楽部
流星倶楽部（りゅうせいくらぶ）は、大阪・ABCラジオ（朝日放送）制作のラジオドラマ番組。2005年10月8日放送開始。2007年9月末で放送終了。
ABCラジオでは2008年4月より、再放送が実施されていたが、「ABCミュージックパラダイス」の3時間再拡大に伴う平日深夜0時台番組の移動に伴い2008年9月27日で一時中断となった。

## 番組概要
小学館発行の青年向け漫画雑誌『ビッグコミックオリジナル』に連載している弘兼憲史の劇画『黄昏流星群』（たそがれ・りゅうせいぐん）を原作にしたラジオドラマシリーズである。
毎週著名俳優が出演したラジオドラマと、著名人をゲストに案内役の鳥越俊太郎（ジャーナリスト）、中浜葉月（ABCアナウンサー、現在東京支社編成部所属）との対談を展開している。
ラジオドラマ部分の脇役は青二プロダクション所属の役者が担当している。
番組開始当初のネット局は文化放送だけだったが、2006年4月よりネット拡大を実施（放送局参照）。
番組開始当初はフレッツ会員に限って番組を毎週ストリーミングで視聴できるサービスが行われていたが、2006年3月放送分をもってそのサービスは終了した。しかし、翌4月放送分からラジオドラマ部分をABC（朝日放送）ラジオのホームページから2週遅れで誰でも聴くことができるようになった（ウェビオ）。これは1週間限定の無料ストリーミング配信である。また、ポッドキャスティングで、1週間限定の無料配信と過去に放送された名作の有料配信も行われている。そして、出演者へのインタビュー映像を番組ホームページ上で見ることができる。
（放送された話のあらすじ、キャスト、インタビュー映像を見るには、番組公式ホームページ上の「Back Number」をクリック→知りたい回の題名をクリックする。）
番組開始時のスポンサーは菊水電子工業と文化放送はNTT東日本、キー局ABCラジオは久光製薬が、2006年4月放送分以降は菊水電子工業・高橋酒造商店（純米焼酎白岳→米焼酎白岳）・久光製薬が、ABCラジオ10月7日放送分からは高橋酒造商店とソニー損保が、2007年2月からは先の2社に加えて久光製薬とINAXがそれぞれ提供している。

## 放送されていた局
- 制作局：ABCラジオ（朝日放送）土曜日18:30-19:00（ナイターオフ）/月曜日18:30-19:00（ナイターイン）（2005年10月-2007年9月）
- STVラジオ 月曜20:00-20:30（2006年4月-2007年9月）
- 山陽放送 月曜19:00-19:30（2006年4月-2007年9月）
- KBCラジオ（九州朝日放送） 日曜20:30-21:00（2006年4月-2007年9月）
- 大分放送 日曜17:00-17:30（2006年4月-2007年9月）
- 中国放送 土曜23:00-23:30（2006年10月-2007年9月）
- 山梨放送 月曜19:30～20:00（2007年4月-2007年9月）
- 文化放送（2005年10月-2007年3月）
- 東海ラジオ （2006年4月-2007年3月）
- 山口放送 （2006年4月-9月）
- IBC岩手放送（2006年10月-2007年3月）
- 山形放送（2006年10月-2007年3月）
- 北陸放送（2006年10月-2007年3月）
- 南海放送（2006年10月-2007年3月）
- 熊本放送（2006年10月-2007年3月）
- 信越放送（2007年10月-2008年3月）月曜～金曜18:30-19:00

## 放送リスト
| 回          | サブタイトル                       | 収録巻 | 主な出演者 | 備考                   |
|             |                                    |        | （役名） |                        |
| ----------- | ---------------------------------- | ------ | --- | ---------------------- |
| 1           | 同窓会星団                         | 5巻    | 三田村邦彦（砂川）、愛華みれ（小倉美智子）、菅沼久義（小倉正彦）、日比愛子（砂川和馬）                                           | 第55回でアンコール放送 |
| 2           | 星の遺産                           | 22巻   | 永島敏行（和雄）、加賀まりこ（富貴子）                                                                                           |                        |
| 3           | 煮星（にぼし）メンのかほり         | 14巻   | 渡辺徹（大塚英之）、津賀有子（セツ子）                                                                                           | 第42回でアンコール放送 |
| 4           | 京都星宿                           | 13巻   | 叶和貴子（桧垣環）、山崎和佳奈（小鴨）                                                                                           | 第51回でアンコール放送 |
| 5 6         | 我が愛しの剣星                     | 15巻   | 東ちづる（真野あさみ）、田中秀幸（宮本武蔵）                                                                                     |                        |
| 7 8         | 不惑の星                           | 1巻    | 小林薫（盛本芳春）、純名りさ（目黒誠子）                                                                                         |                        |
| 9           | 笑う星（せい）るすマン             | 21巻   | 岡本麗（黒岩真美・同姓同名の女性）、掛川裕彦（黒岩真美・同姓同名の男性）                                                         | 第41回でアンコール放送 |
| 10          | 星のペンパル                       | 21巻   | 夏樹陽子（小野光子）、大石吾朗（菅谷貢）                                                                                         | 第54回でアンコール放送 |
| 11          | 聖夜の星                           | 6巻    | 今井雅之（向井圭一）、魚住りえ（向井優子）、粕谷雄太（和彦少年）                                                                 |                        |
| 12          | 聖夜の贈り物                       | 24巻   | 岩崎ひろみ（和美）、ベンガル（客サンタ）、郷里大輔（正三）                                                                       |                        |
| 13          | 攻撃する運星                       | 24巻   | 渡辺いっけい（笠原哲夫）、山崎和佳奈（錦華）                                                                                     | 第52回でアンコール放送 |
| 14          | 我が星の果てるまで                 | 8巻    | 林隆三（佐竹正三）、丘みつ子（鷹取美和子）、青野武（片岡儀一）                                                                   |                        |
| 15          | 汝（な）が星は永遠（とわ）に煌めく | 6巻    | 犬塚弘（寺嶋）、雪村いづみ（新庄テイ子）、高田敏江（寺嶋初恵）                                                                   |                        |
| 16 17       | 星のレストラン                     | 4巻    | 地井武男（立松一平）、佐々木蔵之介（ヒロミ）、岩崎ひろみ（今村美奈）、加賀まりこ（ソフィー）                                     |                        |
| 18          | 贖罪の星                           | 14巻   | 井川比佐志（梶山）、加賀まりこ（咲子）                                                                                           |                        |
| 19 20       | 脆い星光                           | 10巻   | 夏樹陽子（中川さとみ）、三浦浩一（鈴木実こと藤岡卓）                                                                             |                        |
| 21 22       | 走れ彗星ランナー                   | 16巻   | 原田大二郎（末永武）、叶和貴子（英恵理）、木下あゆ美（鮎川奈々）                                                                 |                        |
| 23          | 星の王女様                         | 2巻    | 夏八木勲（田村修平）、小橋めぐみ（姫貝こと磯貝洋子）                                                                             |                        |
| 24          | 星より秘かに                       | 3巻    | 田中健（徳田和夫）、野村真美（渚エリカ）                                                                                         | [ 3 ]                  |
| 25 26       | 流星美人劇場                       | 4巻    | 園まり（望月麗子）、今陽子（田村みゆき）                                                                                         | [ 4 ]                  |
| 27 28       | 鎌倉星座                           | 2巻    | 大鳥れい（国分みゆき）、高橋長英（北村修一）                                                                                     |                        |
| 29 30       | 誰の星（せい）でもありゃしない     | 22巻   | 秋本奈緒美（瀬戸いずみ）、三田村邦彦（内海亮平）                                                                                 |                        |
| 31 32       | 煌めかざる星                       | 25巻   | 村井国夫（歌川哲彦）、東ちづる（村井（羽熊）香織）、春風ひとみ（歌川友紀子）                                                     |                        |
| 33 34       | 星（ほし）がりません勝つまでは     | 17巻   | 山本圭（片岡俊彦）、有馬稲子（新之塚てい）                                                                                       |                        |
| 35 36       | 星空のタンゴ                       | 19巻   | 清水綋治（北野幸一）、丘みつ子（苑田久美子）                                                                                     |                        |
| 37 38       | 貴男と星と潮騒と                   | 9巻    | 藤田朋子（安藤ひとみ）、勝野洋（徳元）                                                                                           |                        |
| 39 40       | 七夕七年会                         | 8巻    | 辰巳琢郎（寺坂泰人）、北川景子（設楽ナツミこと藤倉みどり）                                                                       |                        |
| 43 44       | 六芒星奇譚                         | 13巻   | 渡辺徹（秋元謙一）、愛華みれ（生田ひとみ）、銀河万丈（喜多川公洋）、渡辺美佐（中村ゆかり）                                       |                        |
| 45 46       | 老星は死せず                       | 18巻   | 露木茂（月岡貞一）、江森浩子（服部先生）、豊嶋真千子（森川洋子）                                                                 |                        |
| 47 48       | パパは優等星                       | 7巻    | 篠田三郎（和良の父）、菅沼久義（吉村和良）、笠原留美（舟木ユカリ）                                                               |                        |
| 49 50       | パルサーのように                   | 5巻    | 大石吾朗（松岡英三）、大沢逸美（菅原真理子）                                                                                     |                        |
| 53          | 星界哀歌                           | 23巻   | 藤村俊二（藤村俊夫）、宇野ひろみ（小坂田朋子）、小松里歌（学生時代の朋子）                                                       |                        |
| 56 57       | 同星時代                           | 24巻   | 岡まゆみ（田中和雄改め由里子）、掛川裕彦（戸塚幸夫）、麻生智久（阿部奈緒次郎）、津賀有子（戸塚昌子）、島田敏（三谷洋介）         |                        |
| 58 59       | 悪霊の星                           | 26巻   | 原田大二郎（辻啓介）、江森浩子（辻礼子）、川浪葉子（薗田桜子）、辻桃子（沢口雅美）、寺瀬今日子（河合エリカ）                     |                        |
| 60 61       | 初老星春哀歌                       | 26巻   | 東ちづる（三井礼子）、堀井真吾（北村秀夫）、米本千珠（北村祥子）、佐藤正治（梅垣耕三）、掛川裕彦（梅垣恵介）                     |                        |
| 62 63       | 星に祈りを                         | 17巻   | 峰岸徹（倉科雅一郎）、仁藤優子（ドジ子こと福田いずみ）、掛川裕彦（鈴木医師）                                                     |                        |
| 64          | トゥインクルリトルスター           | 19巻   | 清水綋治（宇津木健介）、飯野めぐみ（宮脇照子）                                                                                   |                        |
| 65 66 67    | 星よりの使者                       | 3巻    | 三田村邦彦（江口哲夫）、大沢逸美（谷村緋紗子）、佐藤正治（江口英之）                                                             |                        |
| 68 69       | 再星エボリューション               | 26巻   | 川上麻衣子（大城由美子）、渡辺裕之（宮里晃=三宮源太）                                                                            |                        |
| 70 71 72    | 恋する星霊                         | 20巻   | 平泉成（稲本浩）、加賀まりこ（矢沢勢津子）、菅沼久義（矢沢大吾）、米本千珠（来栖ケイ子）、掛川裕彦（岩倉）                       |                        |
| 73 74       | 邂逅する惑星                       | 18巻   | 涼風真世（入間川節子）、大場真人（狭山哲夫）                                                                                     |                        |
| 75 76 77    | 極北に星光る                       | 11巻   | 中村俊介（森尾英介）、清水綋治（真崎茂）、渚あき（藤田奈々枝）、掛川裕彦（西山源助）、川浪葉子（古川佳世）、江川央生（湧田征男） |                        |
| 78 79 80 81 | 不惑の星 （リメイク版）            | 1巻    | 大場真人（盛本芳春）、渡辺美佐（目黒誠子）                                                                                       |                        |
| 82 83 84 85 | 五里霧の星域                       | 27巻   | 掛川裕彦（瀧川幸介）、島田敏（稲田徹夫）、塩屋浩三（入間川宏）、麻生智久（久米和義）                                             |                        |
| 86 87 88    | 鈍色（にびいろ）の星               | 2巻    | 坂東彌十郎（小早川稔）、鈴木渢（久世貞子）、米本千珠（久世美保）、江森浩子（小早川ひとみ）、今村直樹（大友雅夫）                 |                        |
| 89 90 91    | 再会流れ星                         | 28巻   | 寺瀬今日子（西本真理）、麻生智久（水田健介）、堀井真吾（吹田邦夫）                                                               |                        |
| 92 93 94 95 | 我が愛しの剣星 （リメイク版）      | 15巻   | 渡辺美佐（真野あさみ）、田中秀幸（宮本武蔵）                                                                                     |                        |
| 96 97       | 薔薇の刺星                         | 28巻   | 津賀有子（松井麗）、大場真人（真田満）、豊嶋真千子（若い頃の松井麗）、菅沼久義（若い頃の真田満）                                 |                        |

※放送回数が抜けている回はアンコール放送（再放送）された回。

## スタッフ
- 脚本：田代しんたろう、荒木敏子
- 構成：クニ・トシロウ
- 演出：赤間明吉
- 主題歌：コーヒーカラー
  - 『人生に乾杯を!』（～77回）、『旧友』（78回～）